# Мишук, Никита Иванович
Мишу́к Ники́та Ива́нович (1895, Штормово Харьковской губернии — 13 апреля 1938) — советский военный деятель, комбриг (1935).

## Биография
Родился в 1895 году в селе Штормово Старобельского уезда Харьковской губернии в крестьянской семье, украинец. С шести лет воспитывался у одного из своих родственников. Окончил гимназию. С ранних лет занимался сельским хозяйством.
Участник Первой мировой войны. 
В 1914 году поступил на военную службу рядовым, вольноопределяющимся. Через год командирован в 4-ю Киевскую школу прапорщиков. С конца 1915 года — на фронтах Первой мировой войны. Воевал на Румынском фронте, в боях получил четыре ранения. Последнее звание в «старой» армии — поручик.

### Гражданская война
В 1917 году непродолжительное время состоял в отряде Красной гвардии Донбасса. В конце 1917 года вернулся на родину, занимался сельским хозяйством. В конце 1918 года был призван в Армию Украинской народной Республики. В армии УНР служил на должности командира сотни и помощника командира конного полка корпуса сечевых стрельцов. В конце 1919 года полк под командованием Мишука присоединился к войскам атамана Емельяна Волоха, перешедшего на сторону большевиков.
В РККА с начала 1920 года. Командовал кавалерийским полком 60-й стрелковой дивизии. 2 октября 1920 года отличился в боях с польскими войсками в районе села Шарки, за что был награждён орденом Красного Знамени РСФСР.
В 1921 году из-за службы в армии УНР был уволен из РККА, но по ходатайству Григория Котовского восстановлен в военных кадрах.

### Советский период
В декабре 1922 года назначен командиром 19-го кавалерийского полка 3-й Бессарабской кавалерийской дивизии. С августа 1925 года — командир 13-го кавалерийского полка. В 1925 году окончил Кавалерийские курсы усовершенствования командного состава РККА. С марта 1928 по ноябрь 1931 года служил командиром 2-й бригады Крымской кавалерийской дивизии имени СНК УССР. С ноября 1931 по февраль 1934 был помощником командира той же дивизии. С 28 февраля 1934 по 16 августа 1937 года — командир 3-й Бессарабской кавалерийской дивизии. В 1935 году дивизия под командованием Мишука была награждена орденом Ленина, а сам командир дивизии получил Орден Красной Звезды.
16 августа 1937 года по политическому недоверию уволен в запас.

### Арест и гибель
Арестован 3 сентября 1937 года. 13 апреля 1938 года Военной коллегией Верховного суда СССР приговорен к расстрелу по обвинению в участии в военном заговоре. Приговор приведен в исполнение в тот же день. Реабилитирован Военной коллегией Верховного суда СССР 21 июля 1956 года.

## Семья
- Сын — Мишук Михаил Никитович (1913—1982) — советский военачальник, Герой Социалистического Труда, генерал-полковник авиации.

## Награды
- Орден Красного Знамени (1922), знак ордена №10485
- Орден Красной Звезды (1935), знак ордена №557